# Ehsaan Noorani

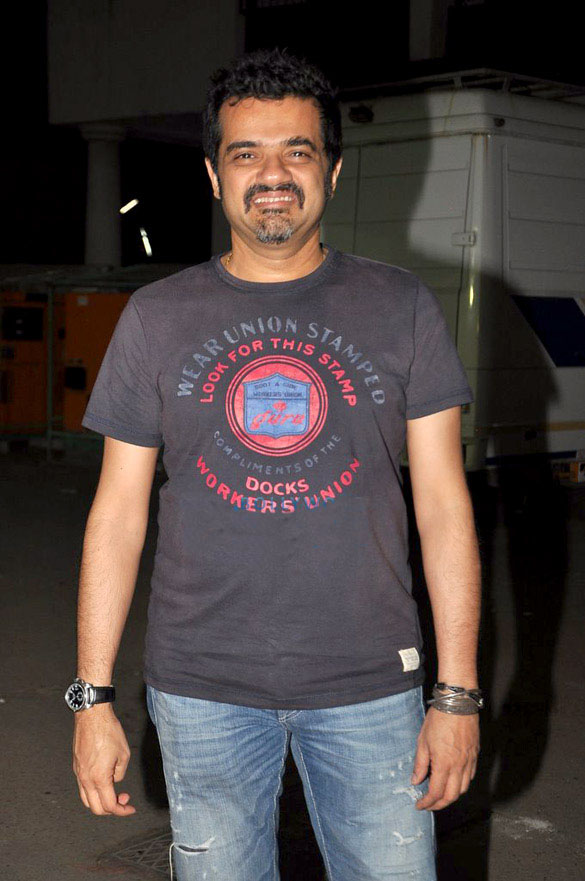

Ehsaan Noorani (12 de octubre de 1963 en Hyderabad), es un famoso músico y guitarrista indio integrante de la banda Shankar-Ehsaan-Loy, junto a Shankar Mahadevan, Loy Mendonsa y el mismo. Fue guitarrista de muchos directores de música antes de que él comenzara a componer música. Ehsaan también ha estudiado música con Bismarck Rodrigues, un profesor de guitarra con experiencia de Mumbai (Bombay). Ehsaan tiene raíces bajo un testimonio en la escuela de música que viene de y define los procesos de pensamiento que van a realizar el fenómeno que Shankar, Ehsaan y Loy, se encontraron en esta parte del mundo. Además es un experto en el género blues y la electrónica.

## Premios y nominaciones

### National Film Awards, India
- 2004: Best Music Direction ganadora por Kal Ho Naa Ho.

### Premios IIFA
- 2004: Best Music Direction ganadora por Kal Ho Naa Ho.
- 2006: Best Music Direction ganadora por Bunty aur Babli.

### Premios Filmfare
- 2001: Best Music Direction nominada por Dil Chahta Hai.
- 2001: RD Burman Award for New Music Talent ganadora por Dil Chahta Hai.
- 2003: Best Music Direction ganadora por Kal Ho Naa Ho.
- 2005: Best Music Direction ganadora por Bunty Aur Babli.